# Stan Lane
Wallace Stanfield Lane, detto Stan (Greensboro, 5 agosto 1953), è un ex wrestler statunitense.
Principalmente noto per essere stato uno dei componenti dei The Midnight Express, storico tag team degli anni ottanta e novanta.

## Carriera

### Championship Wrestling from Florida (1978–1980; 1986–1987)
Lane venne addestrato al wrestling da Ric Flair, e debuttò nel 1978. Inizialmente lottò prevalentemente nella Championship Wrestling from Florida.

### Continental Wrestling Association (1981–1987)

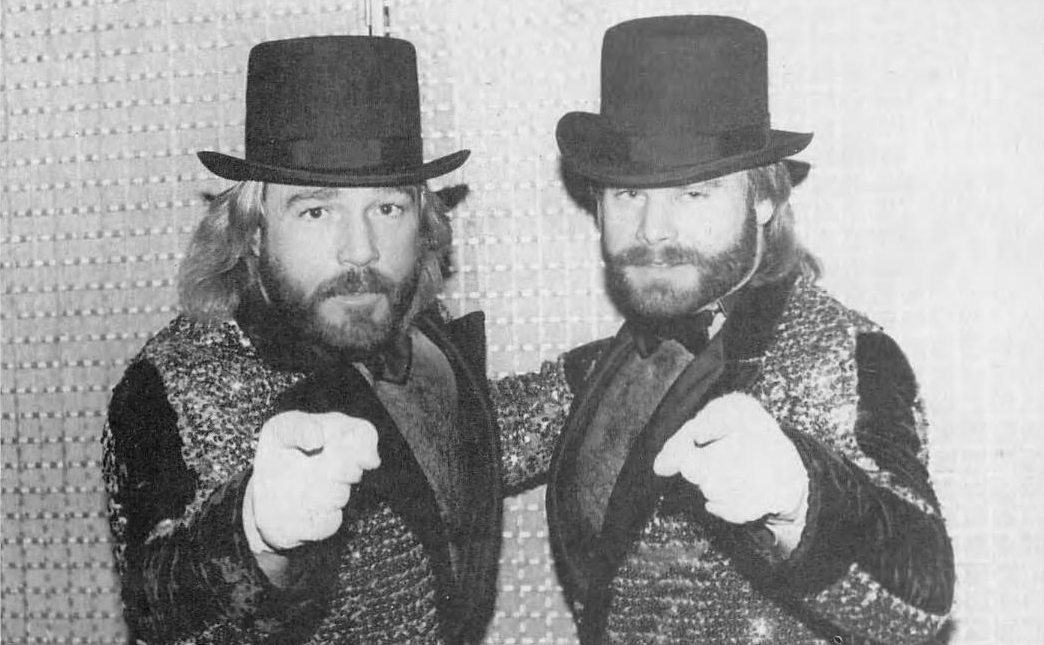
I Fabulous Ones nel 1985

Nel 1982 si spostò nella CWA di Memphis dove formò un tag team chiamato The Fabulous Ones insieme a Steve Keirn. La coppia ebbe dei feud con Midnight Express, Jerry Lawler & Bill Dundee, The Sheepherders (Butch Miller & Luke Williams), Randy Savage & Leapin' Lanny Poffo e Moondogs (contro i quali ebbero una serie di match estremamente sanguinosi e brutali). Lane e Keirn furono inoltre pionieri nello stile dei promo "alla MTV", creando video promozionali ed entrate spettacolari grazie alla loro popolare canzone d'ingresso Everybody Wants You di Billy Squier.

### American Wrestling Association (1984–1986)
Nel 1984 i Fabulous Ones approdarono nella American Wrestling Association in Minnesota, dove furono uno dei tag team più popolari fino al 1986 quando lasciarono la compagnia.

### Jim Crockett Promotions / World Championship Wrestling (1987–1990)
All'inizio del 1987, Dennis Condrey abbandonò in modo brusco la Jim Crockett Promotions, lasciando soli l'ex partner di coppia Bobby Eaton e il manager Jim Cornette. Al suo posto fu reclutato Lane che conosceva molto bene Eaton avendo già lottato insieme a lui in passato. Lane & Eaton divennero quindi la nuova versione dei Midnight Express.
Nel maggio 1987 la coppia Eaton-Lane conquistò i titoli NWA US Tag-Team (titolo che avrebbero vinto tre volte durante il loro tempo insieme). Un anno dopo il duo vinse l'NWA World Tag-Team Championship sconfiggendo Arn Anderson & Tully Blanchard il 10 settembre 1988. Questa impresa fece sì che fossero il primo tag team a detenere sia il titolo NWA World che quello NWA United States, un'impresa che solo gli Steiner Brothers avrebbero replicato nel 1991. Il regno da campioni dei Midnight Express fu però breve; furono infatti sconfitti dai Road Warriors. Frustrati dalla loro incapacità di vincere le cinture di coppia negli anni precedenti, i Road Warriors e il loro manager Paul Ellering avevano deciso di "tornare alle origini" proponendosi come un gruppo di rissosi e violenti bruti capaci di fare qualsiasi cosa per ottenere la vittoria. Questo nuovo atteggiamento presto ripagò con la vittoria del titolo ai danni di Lane ed Eaton. Il 29 ottobre 1988 il regno titolato dei Midnight Express ebbe una fine rapida e violenta a New Orleans. All'inizio del match, Ellering attaccò brutalmente il manager degli Express Jim Cornette fuori dal ring. Quando Lane intervenne, i Road Warriors picchiarono a sangue Eaton, lasciando Lane a combattere sia Hawk che Animal essenzialmente da solo. Alla fine Eaton riuscì a effettuare il cambio, ma fu rapidamente sopraffatto da Animal e schienato dopo un feroce braccio teso.

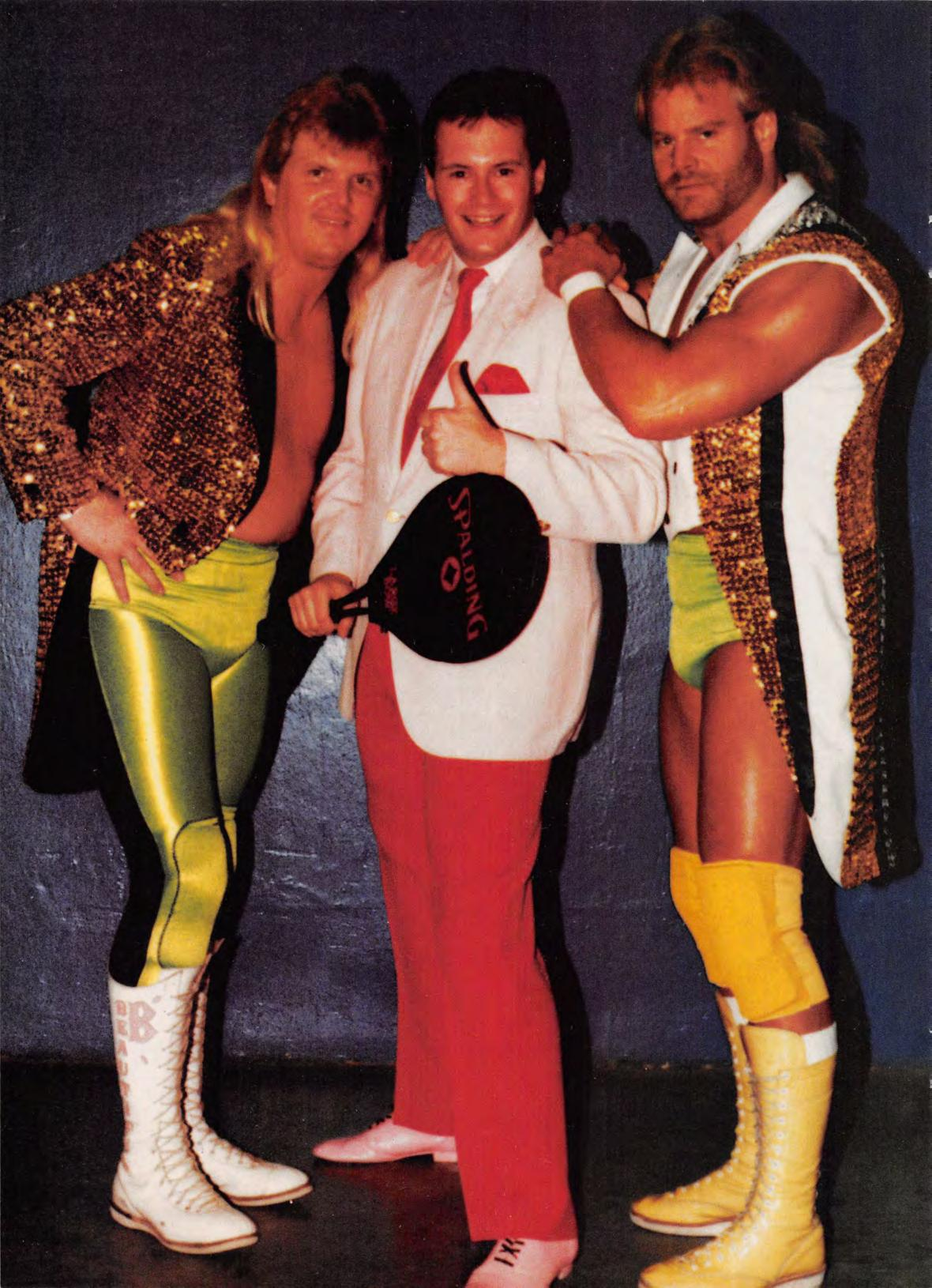
I Midnight Express nel 1988 (Bobby Eaton & Stan Lane) con il manager Jim Cornette

Diventati dei favoriti del pubblico in seguito alla sconfitta con i Road Warriors, i Midnight Express dovettero fare i conti con un fantasma del passato, gli "Original Midnight Express" formati da Dennis Condrey e Randy Rose, che avevano lottato insieme prima che Condrey ed Eaton diventassero una squadra. Nella puntata del 5 novembre di WCW Saturday Night, Jim Cornette (kayfabe) ricevette una telefonata anonima, dove veniva deriso insieme a Eaton e Lane per la perdita del titolo NWA World Tag Team Championship. Cornette riconobbe la voce al telefono e chiese all'interlocutore di svelare la propria identità. A quel punto, il manager Paul E. Dangerously e gli Original Midnight Express giunsero sul ring aggredendo Cornette e Stan Lane, che stava lottando in un match singolo. La settimana dopo Cornette mostrò in televisione la sua giacca macchiata di sangue a causa dell'aggressione e il feud ebbe ufficialmente inizio.
Le coppie lottarono a Starrcade '88, ma non si risolse nulla. Nuovi Midnight vs. Midnight originali fu la rivalità più popolare in WCW per mesi, culminando in un six-man tag match che coinvolse anche i manager in pay-per-view nel febbraio 1989. Chi fosse stato sconfitto avrebbe dovuto lasciare la compagnia. Tuttavia, all'ultimo minuto, Condrey decise di lasciare la WCW. Jack Victory fu chiamato come suo sostituto e l'incontro programmato si fece, ma a questo punto a nessuno importò davvero del risultato.
A causa di vari dissidi di carattere creativo, Jim Cornette e i Midnight Express lasciarono la federazione poco tempo dopo. Quando tornarono, la compagnia aveva sviluppato una divisione tag team molto forte e competitiva. Una di queste coppie erano i Dynamic Dudes (Shane Douglas & Johnny Ace), che dichiarandosi da sempre ammiratori dei Midnight Express chiesero a Cornette di diventare loro manager. Cornette accettò ma i Midnight Express non gradirono. Dopo una discussione, Jim Cornette smise di accompagnare al ring gli Express, scegliendo di fare da manager solo ai Dudes. All'evento Clash of Champions IX i due team si scontrarono con Jim Cornette in posizione neutrale, costretto a scegliere tra di loro. Gli Express iniziarono il match in modo molto aggressivo, soprattutto per una squadra che avrebbe dovuto essere la favorita dei fan e quando la serata finì i Midnight Express avevano nuovamente Jim Cornette nel loro angolo; Cornette non aveva mai smesso di schierarsi con loro ed aveva solo finto l'interesse nei confronti dei Dudes.
Dopo il loro turn heel, i Midnight Express cominciarono un feud con Flyin' Brian & "Z-Man" Tom Zenk per i titoli US Tag-Team, conquistando le cinture all'inizio del 1990. Tre mesi dopo persero i titoli venendo sconfitti dagli Steiner Brothers.
Dopo un'apparizione ad Halloween Havoc 1990, i Midnight Express si sciolsero quando Cornette e Lane lasciarono la compagnia, a causa di conflitti con Jim Herd e il booker Ole Anderson. Per la prima volta in sette anni non ci furono i Midnight Express; era la fine di un'era nella divisione tag team di wrestling.

### United States Wrestling Association (1990–1991)
Nel dicembre 1990 riformò brevemente i Fabulous Ones con Keirn nella United States Wrestling Association (USWA), con Cornette come manager. Il 7 gennaio 1991, la coppia vinse i titoli USWA Tag Team, sconfiggendo Tony Anthony & Doug Gilbert. Tre settimane dopo, il 28 gennaio, dopo un controverso match con Jeff Jarrett & Jerry Lawler, i titoli di coppia furono resi vacanti; il 4 febbraio ebbe luogo il rematch tra i due tag team e i Fabulous Ones furono sconfitti cedendo le cinture a Lawler & Jarrett.

### Circuito indipendente (1991–1992)
Nel periodo 1991–1992 lottò in varie federazioni regionali facenti parte del circuito indipendente statunitense, incluse Tri State Wrestling Alliance, Global Wrestling Federation (GWF), WWA, South Atlantic Pro Wrestling (SAPW), AWF, VWA, e IWA. Durante la sua permanenza nella GWF affrontò perdendo The Patriot in match con in palio i titoli TV e North American Heavyweight. Nella AWF lottò contro Paul Orndorff in un torneo riservato ai pesi massimi, ma fu sconfitto in finale, anche se in seguito Lane riuscì a vincere il titolo. Detenne anche i titoli tag team insieme a Jeff Collette nella VWA.

### Smoky Mountain Wrestling (1992–1993)
Nel 1992 Lane e Cornette si trasferirono nella Smoky Mountain Wrestling (SMW), dove Lane fornò un nuovo tag team chiamato "The Heavenly Bodies" con Tom Prichard. I due lottarono anche nella World Championship Wrestling all'inizio del 1993. Ebbero una rivalità con The Rock 'n' Roll Express e vinsero i titoli di coppia per 5 volte, fino a quando Lane fu costretto a ritirarsi dopo aver perso un Loser leaves town match il 15 maggio 1993. Fu sostituito nel team da Jimmy Del Ray. In seguito si trasferì a lottare in Giappone.

### World Wrestling Federation: Commentatore TV (1993–1995)
Lane si ritirò dal ring nel 1993 e andò a lavorare nella World Wrestling Federation, come membro del team dei commentatori televisivi. Iniziò quindi a commentare gli incontri insieme a Vince McMahon a WWF Superstars. Poi divenne il conduttore di WWF Wrestling Challenge nel 1994, dove lavorò con Ted DiBiase e Gorilla Monsoon.

### Circuito indipendente (1999–2008)
Lane lasciò la WWF alla fine del 1995 e si ritirò a vita privata. Tornò al wrestling a fine anni novanta riformando nuovamente i "Fabulous Ones" per qualche match nella NWA Wildside di Bert Prentice. Nel 2004 lottò in diversi show insieme a Condrey ed Eaton in varie federazioni locali del circuito indipendente. Si ritirò definitivamente nel 2008.

## Personaggio

### Manager
- Jim Cornette

### Soprannomi
- "Sweet" Stan Lane

## Titoli e riconoscimenti
- American Wrestling Federation
  - AWF Heavyweight Championship (1)[5]
- Championship Wrestling from Florida
  - NWA Florida Tag Team Championship (3) - con Bryan St. John[6]
  - NWA United States Tag Team Championship (Florida version) (2) - con Steve Keirn[7]
- Continental Wrestling Association
  - AWA Southern Tag Team Championship (16) - con Steve Keirn (14), Koko Ware (1), e Ron Bass (1)[8][9]
- Georgia Championship Wrestling
  - NWA Georgia Junior Heavyweight Championship (1)[10]
- Jim Crockett Promotions
  - NWA United States Tag Team Championship (3) - con Bobby Eaton[11]
  - NWA World Tag Team Championship (Mid-Atlantic version) (1) - con Bobby Eaton[12]
- Pro Wrestling Illustrated
  - PWI Tag Team of the Year award in 1987 - con Bobby Eaton
- Smoky Mountain Wrestling
  - SMW Tag Team Championship (5) - con Tom Prichard[13]
- Southwest Championship Wrestling
  - SCW World Tag Team Championship (1) - con Steve Keirn[14]
- United States Wrestling Association
  - USWA World Tag Team Championship (1) - con Steve Keirn[15]
- Virginia Wrestling Association
  - VWA Tag Team Championship (1) - con Jeff Collette[16][17]
- World Championship Wrestling
  - NWA United States Tag Team Championship (1) - con Bobby Eaton1[11]
- Wrestling Observer Newsletter
  - Hall of Fame (Classe del 2009) con Bobby Eaton nei Midnight Express
  - Wrestling Observer Newsletter award for Tag Team Of The Year (1987 & 1988) con Bobby Eaton nei Midnight Express